# Ecseg
Ecseg is een plaats (község) en gemeente in het Hongaarse comitaat Nógrád. Ecseg telt 1282 inwoners (2001).